# Bacino di Petén
Il bacino di Petén è una sottoregione geografica della Mesoamerica, situata nella parte settentrionale nell'odierno Guatemala, ed essenzialmente contenuta nel dipartimento di Petén. Nei periodi tardo preclassico e classico della cronologia mesoamericana, molti centri Maya nacquero in questa zona, come ad esempio Tikal, e sorse anche un preciso stile Petén di architettura e scrittura. I siti archeologici di La Sufricaya e Holmul si trovano in questa regione.

## Storia
Nella prima metà del I millennio a.C., il bacino di Petén e di Mirador di questa regione contenevano già numerosi siti monumentali e città della cultura Maya. Tra i famosi siti Maya preclassici si trovano Nakbe, El Mirador, Naachtun, San Bartolo e Cival. 

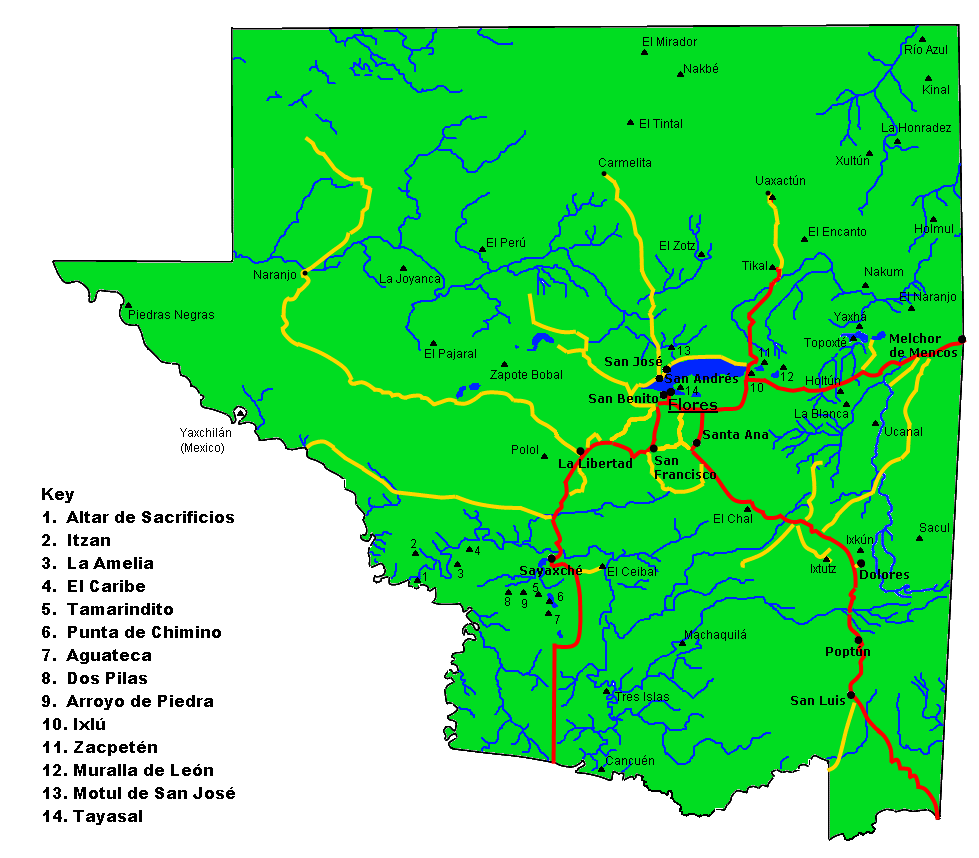
Mappa del Petén raffigurante i suoi principali insediamenti e siti archeologici

In seguito, Petén divenne il cuore del periodo classico Maya (ca. 200 – 900). È stato stimato che al suo culmine, attorno al 750, il Petén ospitasse diversi milioni di persone, essendo una delle regioni più densamente popolate del mondo contemporaneo. Alcune zone avevano circa 2000 persone per km². L'agricoltura era molto intensiva, ed esistono prove del fatto che la terra fu impoverita da una coltivazione non sostenibile, col risultato di causare una carestia che contribuì non poco al collasso degli stati Maya della zona. Si stima che la popolazione sia scesa di due terzi tra la metà del IX e del X secolo.

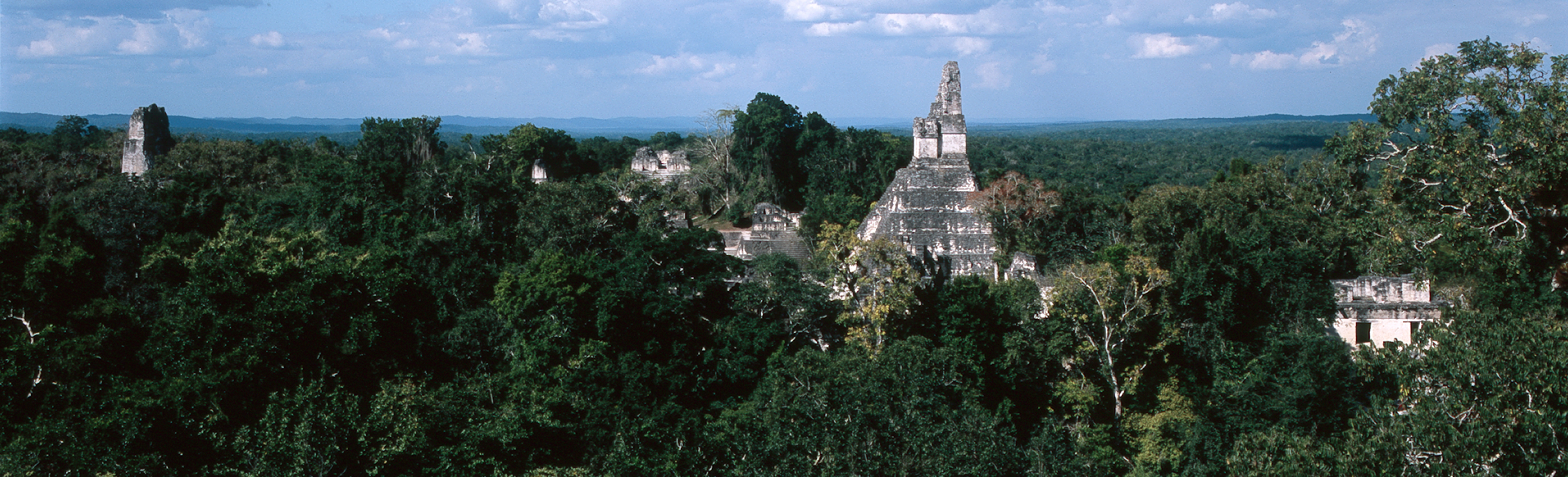
Tikal emerge dalla giungla

I siti archeologici quali Uaxactún, Tikal, Holmul, La Sufricaya, Machaquila, Naranjo, Nakum, Piedras Negras, Altar de Sacrificios sul fiume Usumacinta, Waka' (ex El Perú) sul fiume San Pedro Mártir, Ceibal, Aguateca nel Petexbatún, Cancuén sul fiume Río de la Pasión,  Topoxté e Yaxhá conservano importanti resti dei Maya di Petén.
Il primo patrimonio dell'umanità dell'UNESCO al mondo fu Tikal, ed in seguito il parco nazionale Tikal fu il primo patrimonio misto archeologico e naturale.
Dopo il collasso del classico la popolazione dell'area continuò a scendere velocemente, soprattutto dopo l'introduzione del vaiolo fatta dagli esploratori europei. Il vaiolo giunse nel 1519 o nel 1520, precedendo di molti anni l'arrivo dei primi europei nella regione. Hernán Cortés guidò la prima spedizione attraverso Petén tra il 1524 ed il 1525, e disse che la regione era composta da piccoli insediamenti separati tra loro dalla fitta foresta, e che Tayasal era l'unica città vista di dimensioni accettabili.
Dopo la spedizione di Cortés, gli spagnoli tentarono di conquistare il Petén, e numerosi tentativi partirono dal Belize e da Alta Verapaz, for generations until an expedition from Yucatán, Belize and Cobán in Alta Verapaz, riuscendo nella conquista delle città Maya attorno al 1697, tra cui Zacpetén (capitale dei Maya Ko'woj),  il centro Itza di Tayasal ed altre città della regione del lago Petén quali Quexil (attuale nome spagnolo, in lingua maya Ek'ixil) e Yalain.
La città spagnola di Flores fu fondata nel luogo in cui sorgeva Tayasal, ma rimase un centro isolato per tutto il periodo coloniale ed anche dopo l'indipendenza dell'America centrale. Quando il presidente guatemalteco Rafael Carrera inviò un piccolo gruppo di militari a Flores per reclamare la regione per il Guatemala attorno al 1840, i governi di Messico e Yucatán decisero che non valeva la pena di contestare la richiesta.